# Ruelle

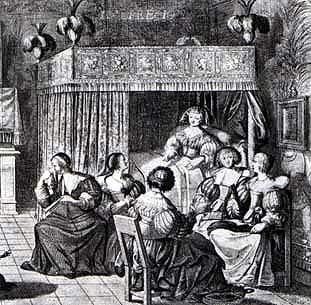
Abraham Bosse: Ein Kämmerlein; vor 1676.

Eine Ruelle (Diminutiv von französisch rue „Straße“, also „Sträßlein“, „Gasse“, auch der freie Raum zwischen Bett und Schlafzimmerwand) war eine Sonderform des Salons und meinte das als Empfangsraum genutzte Schlafgemach („Kämmerlein“) hochgestellter Damen in Frankreich während des 17. und 18. Jahrhunderts. 
Im Gegensatz zum Salon bot die ruelle der damaligen Geselligkeitskultur einen intimeren Rahmen für sozial-schöngeistige Zusammenkünfte und war spezifisch weiblich sowie in gewisser Weise auch emanzipatorisch konnotiert. Die ruelle als Raum des Austauschs zwischen Frauen spielte eine wichtige Rolle in den Ende der 1650er Jahre aufgekommenen Vorstellungen über eine sogenannte preziöse Gesellschaft. Als preziös galten Lebens-, Empfindungs- und Ausdrucksweisen von äußerster oder übersteigerter Kultiviertheit; diese wurden vorab der Pariser Salonkultur zugeschrieben, und die Begrifflichkeit fand insbesondere für ein weibliches Publikum Anwendung, das sich in genannter Art höchst auffällig hervorgetan haben soll.
Das Wort taucht im Titel des Romans La Précieuse, ou le Mystère des ruelles (1656–1658) von Abbé Michel de Pure auf. Der vierbändige Roman spielt in der Themenwelt der querelle des femmes (der bereits seit dem 16. Jahrhundert andauernden Debatte über die Stellung der Frauen gegenüber den Männern) und lässt seine vergeistigten Heldinnen am Ende eines gewundenen Handlungsstranges eine emanzipatorische Utopie leben. Der Autor Antoine Baudeau de Somaize wiederum veröffentlichte 1660 einen Clef de la langue des ruelles („Schlüssel zur Sprache der Kämmerlein“), der als Übersetzungshilfe für viele der wegen ihrer Geschraubtheit und Schwulsts, sprachlichen Artistik und bizarren Metaphorik als typisch preziös bezeichneten Wendungen und Floskeln zu dienen vorgab.